# Cast a Deadly Spell
Cast a Deadly Spell (1991) é um filme para televisão que mistura as temáticas de fantasia, film noir, horror e detetives "hard-boiled", estrelando por Fred Ward, Julianne Moore, David Warner e Clancy Brown. Foi dirigido por Martin Campbell, produzido por Gale Anne Hurd, escrito por Joseph Dougherty e trilha sonora original composta por Curt Sobel.

## Roteiro
O roteiro foi escrito em 1983 por Joseph Dougherty, misturando dois dos seus autores favoritos, H. P. Lovecraft e Raymond Chandler, senso o nome do personagem principal Harry Philip Lovecraft a mistura dos nomes Philip Marlowe personagem do livro The Big Sleep de Raymond Chandler e H. P. Lovecraft.

## Enredo
Fred Ward estrela como o detetive particular Harry Philip Lovecraft, em 1948, em uma fictícia Los Angeles onde a magia é real, monstros e bestas míticas coexistem e vivem lado a lado com a população comum, zumbis são usados como mão de obra barata, e todos - exceto Lovecraft que se recusa a usar qualquer meio mágico - usam a magia todos os dias. No entanto, carros, telefones e outras tecnologias modernas também existem neste mundo, mesmo que de forma anacrônica. Quando ele é contratado por Amos Hackshaw, um dos homens mais ricos de Los Angeles, pra encontrar um misterioso livro que lhe foi roubado, o Necronomicon. Lovecraft logo se vê envolvido em uma trama envolvendo pistoleiros mágicos, donzelas puras, antigas paixões e males ancestrais, todos conectados ao Necronomicon.

## Elenco
- Fred Ward como o detetive particular Harry Philip Lovecraft
- David Warner como Amos Hackshaw
- Julianne Moore como Connie Stone
- Clancy Brown como Harry Bordon
- Alexandra Powers como Olivia Hackshaw
- Charles Hallahan como o detetive Morris Bradbury
- Arnetia Walker como Hypolite Kropotkin
- Raymond O'Connor como Tugwell
- Peter Allas como Detetive Otto Grimaldi
- Lee Tergesen como Larry Willis/Lilly Sirwar
- Michael Reid MacKay como Gárgula
- Curt Sobel como Líder de Banda

## Sequência
A HBO produziu uma sequência, Witch Hunt, que acontece nos anos 50, durante a ameaça vermelha, no qual a magia é substituída pelo comunismo e com Dennis Hopper interpretando Lovecraft no lugar de Fred Ward. Muitos personagens de Cast a Deadly Spell reaparecem, apesar de alguns terem histórias de fundo diferentes. Por exemplo, no primeiro filme, Lovecraft se recusa a usar magia em princípio, embora em Witch Hunt se diga que ele teve uma experiência ruim com magia que o levou a parar de praticar.

## Lançamento em vídeo
Foi lançado em VHS nos Estados Unidos pela HBO Video em 1991, nunca lançado em DVD ou Blu-ray. A partir de 2016 o filme é disponibilizado em HD nos serviço Amazon Prime Video, Google Play, iTunes, HBO Go, HBO Now e outras plataformas.
Lançado em 1992 no Brasil em formato VHS pela Warner Home Vídeo com o  título de Feitiço Mortal.

## Prêmios
| Ano  | Premiação                  | Categoria | Trabalho | Resultado | Ref.   |
| ---- | -------------------------- | --- | --- | --------- | ------ |
| 1992 | 18th Saturn Awards         | Best Genre Television Series (Melhor Série de Televisão de Gênero)                                               | Trabalho | Indicado  | [ 11 ] |
| 1992 | 44th Primetime Emmy Awards | Outstanding Individual Achievement in Music and Lyrics (Destaque Individual em Musica & Letras)                  | Curt Sobel (compositor) Dennis Spiegel (letrista) pela música Why Do I Lie? | Venceu    | [ 12 ] |
| 1992 | 44th Primetime Emmy Awards | Outstanding Achievement in Film Sound Editing for a Special (Destaque Individual em Edição de Som para Especial) | David Hankins (supervisão de som) Brian Thomas Nist (editor de som) Peter Bergren (editor de som) Pat McCormick (editor de som) Richard F.W. Davis (editor de som) Matt Sawelson (editor de som) Adam Sawelson (editor de som) Joe Earle (editor de som) James Hebenstreit (editor de som) Ralph Osborn (editor de som) Dave Weathers (editor de som) Bruce P. Michaels (editor de dialogo) Lise Richardson (editor de música) | Indicado  | [ 13 ] |
| 1993 | CableACE Award             | Best Original Score (Melhor Trilha Original)                                                                     | Curt Sobel | Indicado  | [ 14 ] |